# Julian Raymond
Julian Raymond ist ein US-amerikanischer Songwriter, Keyboarder und Musikproduzent. Er wurde vor allem bekannt als langjähriger Produzent der Hard-Rock-Band Cheap Trick.
Mit Glen Campbell, der seit einigen Jahren mit den Folgen einer Alzheimer-Erkrankung zu kämpfen hat, arbeitete er eng zusammen. So produzierte er mit ihm sowohl das Comeback-Album Meet Glen Campbell (2008), das 2011er Album Ghost on the Canvas und das 2014 veröffentlichte Album See You There, das auf der gleichen Session wie sein Vorgänger beruht. 2012 wurde ihm außerdem die Ehre zuteil, die musikalische Ausgestaltung der Grammy Awards Show zu übernehmen. Im gleichen Jahr erhielt Campbell den Lifetime Achievement Award der National Academy of Recording Arts and Sciences. Mit ihm zusammen mit war er außerdem Koautor des Songs I’m Not Gonna Miss You, einem Filmsong für den Dokumentarfilm Glen Campbell: I’ll Be Me (2014). Mit diesem Song gewannen er und Raymond einen Grammy Award für den besten Countrysong. Außerdem wurden beide für einen Oscar bei der Oscarverleihung 2015 nominiert. Da Campbell wohl nie wieder in der Öffentlichkeit auftreten wird, übernahm Tim McGraw bei der Oscarverleihung den Auftritt.
Als A&R-Agent arbeitete Raymond einige Jahre für Capitol Records. Zu den weiteren Künstlern mit denen Julian Raymond zusammenarbeitete gehören Jennifer Nettles, Shawn Mullins, Fastball, Albert Lee, Fleetwood Mac und die Kottonmouth Kings.